# Rhyacophila sequoia
Rhyacophila sequoia là một loài Trichoptera trong họ Rhyacophilidae. Chúng phân bố ở miền Tân bắc.